# Le Couronnement du roi Édouard VII
Le Couronnement du roi Édouard VII ' (en anglès: The Coronation of Edward VII, Reproduction, Coronation Ceremonies, King Edward VII i Coronation of King Edward) és un curtmetratge de 1902 dirigit per Georges Méliès i produït per Charles Urban, i que simula abreujadament la cerimònia de coronació dels reis Eduard VII del Regne Unit i Alexandra de Dinamarca, produït abans de la coronació real, i llançat el mateix dia.
Urban, després d'un intent fallit d'obtenir permís per a filmar la cerimònia reial, va encarregar a Méliès dirigir la versió simulada. La pel·lícula, realitzada a l'aire lliure amb un decorat pintat, es va planejar com una reproducció realista (encara que molt condensada) de la coronació; Urban va investigar diversos detalls sobre la cerimònia a Anglaterra, mentre Méliès, al seu estudi francès, va triar als seus actors basant-se en les seves semblances amb els dignataris que protagonitzarien la cerimònia. La pel·lícula va ser completada a temps per a la coronació, però tan bon punt Eduard va caure malalt, tant l'esdeveniment reial com el llançament de la pel·lícula van ser posposats.
La pel·lícula es va estrenar en el Dia de la Coronació amb gran èxit a Gran Bretanya i altres llocs, encara que almenys un periodista va criticar durament a Urban i Méliès per falsificar la cerimònia. Segons els informes, el propi rei Eduard estava encantat amb la pel·lícula, i continua sent una de les obres millor rebudes de Méliès.

## Argument
Eduard VII i Alexandra de Dinamarca entren processionalment a l'Abadia de Westminster, on al rei se li administra el jurament de coronació i se li presenta una bíblia per besar. El rei és ungit i coronat en la cadira de sant Eduard per l'Arquebisbe de Canterbury, Frederick Temple. El rei i la reina se senten als seus trons mentre tots els reunits els reten homenatge.

## Antecedents
La monarca regnant del Regne Unit, la reina Victoria, va morir el 22 de gener de 1901, en el moment del qual el seu fill gran, Alberto Eduardo, Príncep de Gal·les, es va convertir en el rei Eduard VII. La cerimònia de coronació per a Eduardo i la seva esposa Alejandra, amb qui s'havia casat en 1863, va ser programada per al 26 de juny de 1902.
El cineasta francès Méliès ja havia aconseguit l'aclamació amb les seves innovadores pel·lícules Cendrillon (1899) i Jeanne d'Arc (1900), i en l'estiu de 1902 estava acabant el seu treball en el que seria el seu major èxit, Le Voyage dans la Lune. Ja havia filmat diversos "noticiaris reconstruïts", representacions escenificades d'esdeveniments actuals, i l'any 1902 va marcar els seus tres últims treballs en el gènere: Éruption volcanique à la Martinique, La Catastrophe du ballon « Le Pax », i l'últim i més complex de tots, Le Couronnement du roi Édouard VII.
Urban, un empresari estatunidenc, havia vingut a Londres com a agent de Thomas Edison, però s'havia separat d'Edison en 1897 per a convertir-se en el director de Warwick Trading Company. Urban va ser el representant en Londres de Star Film Company durant el període més fructífer de Méliès, i també, ocasionalment, va distribuir les pel·lícules de Méliès als Estats Units a través de Biograph Company.

## Producció

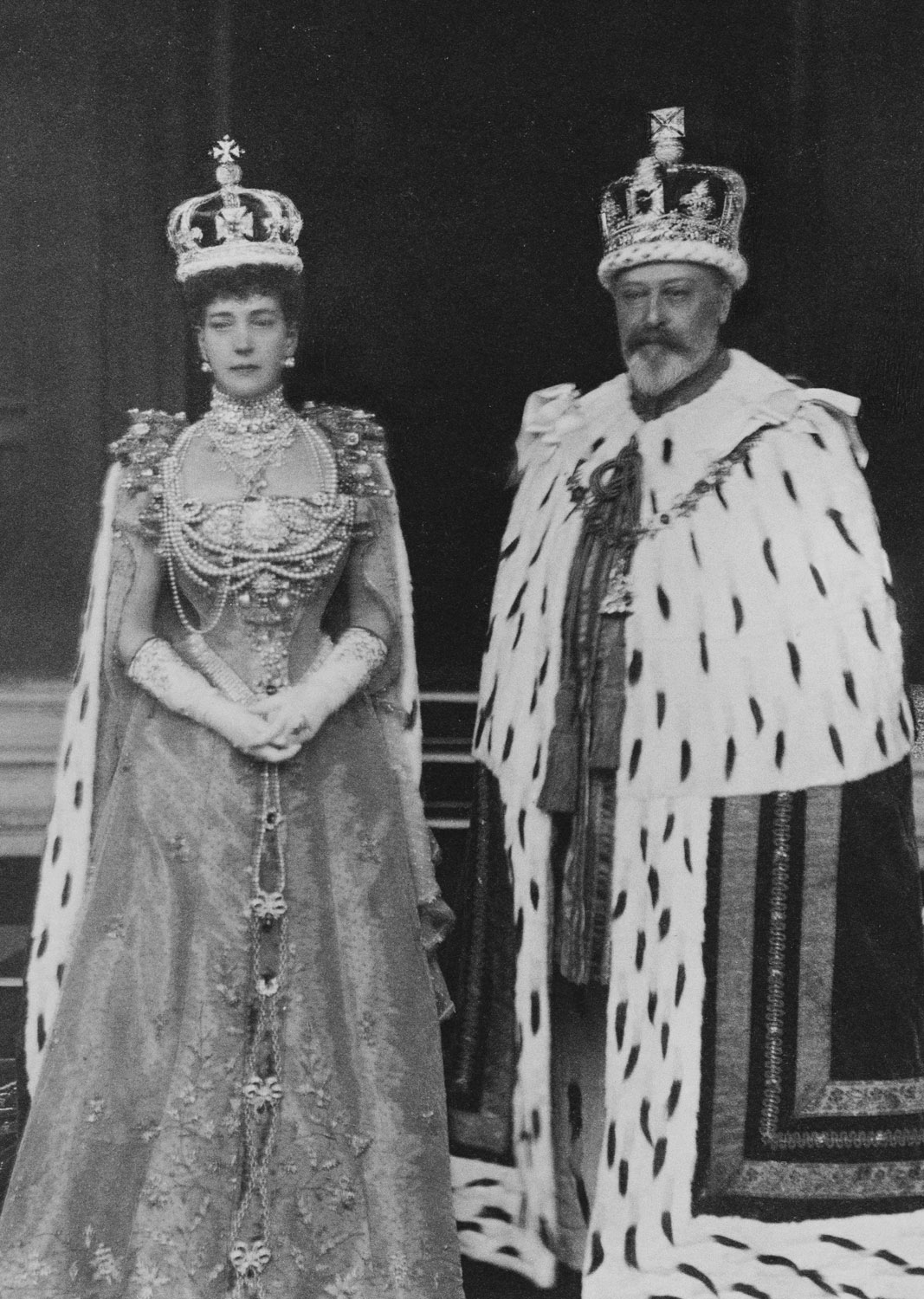
Eduard VII i Alexandra de Dinamarca amb les seves túniques de coronació.
Fotografia, 9 d'agost, 1902.

Urban estava ansiós per filmar la coronació real, però se li va negar el permís; fins i tot si s'hagués donat, la Abadia de Westminster hauria estat massa fosca per a filmar, i la càmera hauria estat problemàticament sorollosa. Méliès i Urban van decidir filmar una simulació per etapes de l'esdeveniment; es va acordar que Méliès dirigiria la pel·lícula en el seu estudi en Montreuil, Seine-Saint-Denis, mentre que Urban encarregaria i finançaria el projecte.
Inicialment, Méliès va considerar la possibilitat de filmar la cerimònia en l'estil teatral descaradament artificial que solia utilitzar per a les seves pel·lícules de fantasia: inclusivament una idea, aparentment suggerida per Méliès a Urban en una carta, hauria estat que la reina Victoria, recentment morta, aparegués en una visió. No obstant això, Urban tenia la intenció d'una visió més realista de la cerimònia per venir. En una carta datada el 26 de maig, va escriure a Méliès:
| « | He decidit (...) només produir la Cerimònia de Coronació i la única escena dura entre 5 i 8 minuts. (...) Vaig esmentar aquest assumpte a diversos alts funcionaris i em van dir que si ho fèiem bé, que tal vegada el Rei m'ordenarà que li ho mostri. Per tant, ha de ser la seva obra mestra (...) Nota: no col·loqui la seva marca en cap lloc de la imatge. | » |

Urban va obtenir una descripció detallada dels rituals de la cerimònia per part de l'oficial del protocol reial i se la va passar a Méliès, així com algunes fotografies de l'Abadia i alguns consells com:
| « | Els maquillatges o imitacions han de ser perfectes. En realitat, el Rei és diverses polzades més baix que la Reina, però això no ha de mostrar-se en la imatge. El Rei és molt sensible en aquest punt, i sempre desitja semblar una mica més alt que la Reina. | » |

Urban també va visitar Montreuil durant la producció per a verificar el treball, i va insistir que s'usés la seva pròpia càmera per a filmar. Segons els seus records al final de la seva vida, el pioner del cinema britànic George Albert Smith, un col·lega de Urban, va viatjar a l'estudi de Méliès per a operar la càmerra.
La pel·lícula va condensar les diverses hores de la cerimònia en un sola presa de sis minuts que va abastar els moments més importants. La producció va utilitzar uns quaranta actors en total, triats per la seva similitud amb les figures que van retratar: la reina Alexandra va ser interpretada per una actriu del Teatre del Châtelet, i el rei Eduardo per un assistent del safareig que més tard va repetir el seu paper real a Le Tunnel sous la Manche ou le Cauchemar franco-anglais de 1907. També va aparèixer el nebot de Méliès, Paul, com l'assistent que porta l'espasa cerimonial del rei.
Méliès, que podia haver viatjat a la Abadia de Westminster per a investigar el lloc de la pel·lícula, va dissenyar i va construir un elaborat conjunt de Trompe-l'œils, per a mostrar el creuer nord de l'Abadia des del punt de vista de l'encreuament de la nau. Va reduir les proporcions per a adaptar-se a l'ample de la lent disponible per a ell; no obstant això, el set acabat era encara massa gran per al seu estudi i, per tant, es va instal·lar a l'aire lliure, contra la paret del seu propi jardí en Montreuil. Méliès, que mai va perdre l'escenografia, va reutilitzar els trons i butaques construïdes per al set en nombroses pel·lícules posteriors, com Le Tunnel sous la Manche ou le Cauchemar franco-anglais i Le Palais des mille et une nuits. Méliès va filmar dues preses de la coronació, una per a distribució britànica per Warwick i una altra per distribució estatunidenca per la Biograph Company; durant el procés d'edició, va intercanviar les terminacions de les dues preses, probablement per proporcionar als televidents britànics la versió més precisa possible de la cerimònia. Més tard, quan el seu estudi va establir una oficina estatunidenca, Méliès va reprendre la pràctica de filmar dos negatius simultàniament, un per als mercats nacionals i un altre per als drets d'autor a Nova York.

## Estrena i recepció

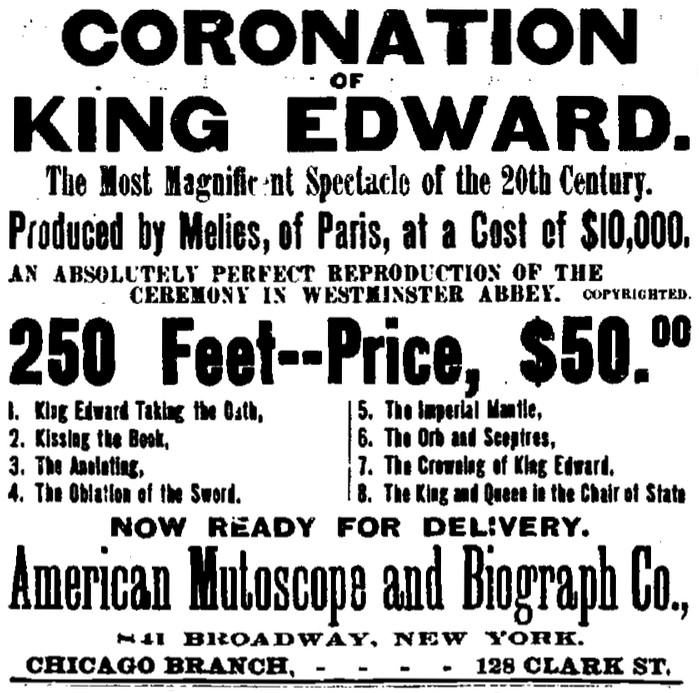
Anunci a The New York Clipper, 23 d'agost, 1902.

La pel·lícula es va completar el 21 de juny, a temps per a la cerimònia programada el dia 26. No obstant això, el dia 24, Eduardo va ser diagnosticat amb apendicitis, malaltia que en l'època tenia una alta taxa de mortalitat, i les operacions per a ella no eren d'ús comú, però que gràcies a la cirurgia amb tècniques d'anestèsia i antisepsia recentment desenvolupades era possible. Frederick Treves, amb el suport de Joseph Lister, va tractar amb èxit la malaltia utilitzant el mètode llavors poc convencional de drenatge de l'abscés a través d'una incisió, i la salut d'Eduard va millorar considerablement l'endemà. Amb el rei recuperant-se satisfactòriament, la coronació es va traslladar al 9 d'agost.
La pel·lícula es va posposar en conseqüència, i es va estrenar en la nit del Dia de la Coronació en el Alhambra Theatre de Londres. Urban va instal·lar una cambra en la coronació real per a capturar l'arribada i sortida dels carruatges abans i després de la cerimònia, i va agregar aquestes preses al principi i al final de la pel·lícula de Méliès per a augmentar la seva versemblança. Aquestes imatges es presumeixen perdudes actualment, encara que algunes d'aquests fotogrames es preserven en l'Arxiu Nacional de BFI a Londres. A causa de la fatigada recuperació d'Eduardo de la seva operació, algunes parts de la cerimònia que es mostren en la pel·lícula van ser omeses en la coronació real.
A diferència de la majoria de les pel·lícules de Méliès, La coronació d'Eduardo VII no es va publicitar en els catàlegs de Star Film Company, però va ser venuda per Urban en el seu Warwick Trading Company, així com per Biograph Company sota títols alternatius, publicitant-se com una simulació per etapes de l'esdeveniment. Va ser acceptat com a tal pel públic, encara que un escriptor en el diari il·lustrat francès Le Petit Bleu va criticar durament la pel·lícula per ser artificial:
| « | Honorables anglesos, us estan enganyant! (...) Per descomptat que se't mostrarà alguna cosa, però serà -necessitem la paraula correcta- una posada en escena, un fanal, teatre amateur. Al Eduardo VII et mostraran solemnement en el seu tron, a la Reina Alejandra, amable i sòbria, que prendrà el seu lloc al seu costat, seran jugadors dempeus coronats a Montreuil, en una sala falsa, decorada amb llenços pintats i moblats amb butaques de cartó! | » |

La pel·lícula va ser un èxit popular immediat, passant des de ser cap de cartell a l'Alhambra a través del circuit dels salons de música del Empire Palace d'Anglaterra, i d'aquí a la seva distribució a tot el món. Als Estats Units, on la pel·lícula va estar disponible uns dies després de la cerimònia, el showman Lyman H. Howe la va exhibir juntament amb altres imatges de Londres i de la desfilada del Dia de la Coronació per a crear una presentació llarga i molt ben rebuda. Un crític estatunidenc va comentar:
| « | Sembla gairebé increïble creure que l'art del fotògraf hagi aconseguit un punt en el qual el treball detallat d'un esdeveniment tan important com la coronació d'un rei pugui reproduir-se tan fidelment (...) Per exemple, fins i tot la fibra de les belles i delicades cortines, les belles disfresses de les dames, les elaborades decoracions, són fàcilment discernibles. | » |

Méliès va usar la seva part dels considerables guanys de La coronació d'Eduard VII per a produir dues pel·lícules principals addicionals el mateix any: Les Aventures de Robinson Crusoé i Le Voyage de Gulliver à Lilliput et chez les géants.
En complexitat i notorietat, La coronació d'Eduardo VII continua sent el segon noticiaris cinematogràfics de Méliès, després del docudrama L'Affaire Dreyfus de 1899. Als seus estudis de Méliès, John Frazer va comentar apreciativamente sobre la "dignitat i moderació" de la pel·lícula, i Elizabeth Ezra va destacar la "interacció entre fantasia i realisme" de la pel·lícula que convida a "els espectadors a qüestionar la distinció entre dues maneres representatives". Uns dies després de la coronació, la pel·lícula es va projectar per al mateix Eduardo VII, qui va trobar el film encantador. Segons els informes, va comentar: "Moltes felicitats! Això és esplèndid! Quin meravellós aparell és el cinema. S'ha trobat una manera de registrar fins i tot les parts de la cerimònia que no van tenir lloc".